# In the Long Ago

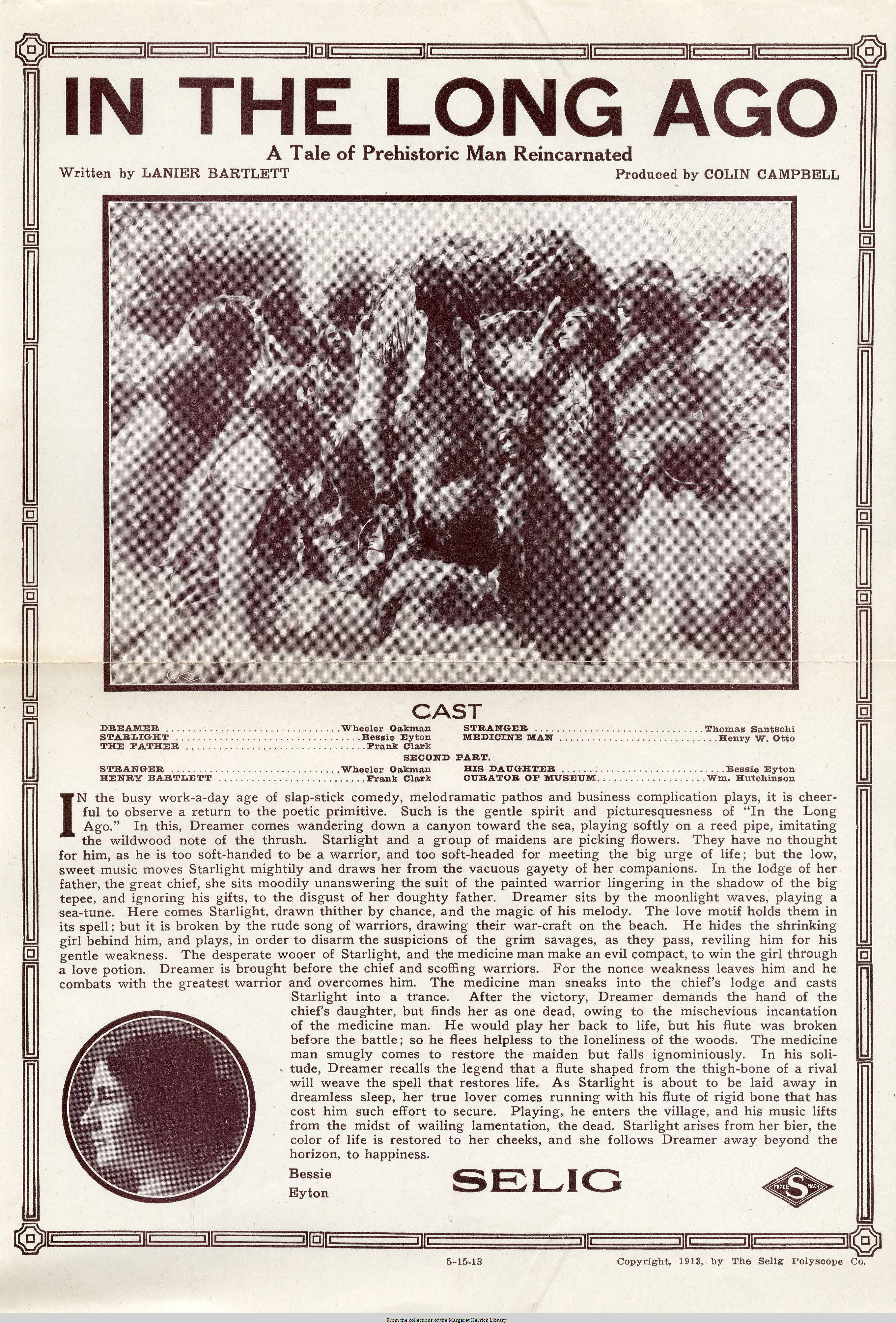
Article journalistique promotionnel du film

In the Long Ago est un film muet américain réalisé par Colin Campbell et sorti en 1913.

## Fiche technique
- Réalisation : Colin Campbell
- Scénario : Lanier Bartlett
- Date de sortie : États-Unis : 15 mai 1913

## Distribution
- Frank Clark
- Bessie Eyton
- William Hutchinson
- Wheeler Oakman
- Henry Otto
- Tom Santschi